# Diguvametta
Diguvametta är en ort i Indien.   Den ligger i distriktet Prakasam och delstaten Andhra Pradesh, i den södra delen av landet, 1 500 km söder om huvudstaden New Delhi. Diguvametta ligger 308 meter över havet och antalet invånare är 5 166.
Terrängen runt Diguvametta är kuperad västerut, men österut är den platt. Runt Diguvametta är det ganska tätbefolkat, med 108 invånare per kvadratkilometer. Närmaste större samhälle är Giddalūr, 10,1 km öster om Diguvametta. Omgivningarna runt Diguvametta är en mosaik av jordbruksmark och naturlig växtlighet.